# Karl Polanyi
Károly Paul Polányi (Vienna, 21 ottobre 1886 – Pickering, 23 aprile 1964) è stato uno storico, antropologo, economista e per un breve periodo politico ungherese.
È noto per la sua critica della società di mercato espressa nel suo lavoro principale, La grande trasformazione. Viene inoltre ricordato per l'importante contributo dato all'antropologia economica e alla filosofia della condivisione.

## Biografia

### La gioventù in Ungheria
Károly Polányi, fratello maggiore del chimico e filosofo Michael Polanyi, nasce nella capitale dell'Impero Austroungarico in una famiglia di ottima posizione sociale. Nel 1905, all'età di 19 anni, la morte del padre lo getta improvvisamente nella miseria e deve lavorare come tutore per aiutare la famiglia. Nel 1909 si laurea in giurisprudenza all'Università di Kolozsvár (oggi Cluj-Napoca in Romania), dopo aver seguito corsi a Budapest e a Vienna. A Budapest cerca di difendere il professor Gyula Pickler da un'aggressione da parte di studenti reazionari, ma sia il docente, considerato troppo liberale, sia il giovane Karl vengono allontanati dall'ateneo.
Si associa al "Circolo Galilei" (Galilei Kor) di Budapest, di cui diverrà presto direttore e nel 1914 è tra i cofondatori del Partito Radicale Ungherese, di cui sarà segretario. Il Circolo diviene presto uno strumento culturale molto importante: i numerosi (e spesso poveri) studenti ebrei e non solo, avevano la possibilità di accedere a corsi e conferenze. Furono invitati György Lukács, Karl Mannheim, Werner Sombart e molti altri. Negli stessi anni Polanyi si associa alla massoneria e serve nell'esercito austroungarico nella prima guerra mondiale. Ferito, ritorna in Ungheria nel 1919, dove diventa giornalista.
Appoggia, per la breve stagione restante fino alla fine di marzo del 1919, il governo di Mihály Károlyi, fino a quando questo non è rovesciato da Béla Kun, che instaura la Repubblica Sovietica Ungherese, e Karl Polanyi emigra a Vienna.

### Il periodo viennese
A Vienna tra il '24 e il '33 fa il giornalista e collabora come commentatore politico ed economico - tra le altre - con la prestigiosa testata Der Oesterreichische Volkswirt. Inizia a criticare la Scuola Austriaca di economia, che considera astratta e lontana dalla realtà; mostra interesse per il socialismo fabiano e per il socialismo cristiano (pur essendo massone e di origini ebraiche).
Discute con Ludwig von Mises e conosce Peter Drucker, il futuro teorico del management, sul quale lascia un'impressione profonda.

### A Londra
Oppositore esplicito del nazismo, nel 1933 emigra a Londra, accolto da Drucker e dall'economista istituzionalista John Maurice Clark. Per sbarcare il lunario dà lezioni serali di storia economica, i cui appunti diventeranno, riorganizzati e messi in forma compiuta, la base principale per La grande trasformazione, testo che inizia a scrivere nel 1940 quando va nel Vermont per insegnare al Bennington College.
Pubblicato nel 1944, La grande trasformazione, in cui descrive il processo di enclosure (privatizzazione delle terre comuni attraverso la recinzione) e la creazione del sistema economico moderno all'inizio del XIX secolo, ha un grande successo.

### Gli Stati Uniti d'America
Dopo la seconda guerra mondiale Polanyi è chiamato a insegnare alla Columbia University, dove resterà dal 1947 al 1953. Il passato attivismo nel Partito Comunista della moglie pacifista Ilona Duczynska (già amica di Angelica Balbanoff) è tuttavia fonte di problemi nell'ottenimento dei visti per lei, e la coppia si trasferisce in Canada, da cui Karl inizia ad essere pendolare con New York.
Nel 1950 riceve un finanziamento dalla Fondazione Ford per uno studio sui sistemi economici degli antichi imperi. Il materiale dei suoi seminari alla Columbia University e i risultati di questi studi diverranno la base per un suo ulteriore libro, uscito nel 1957, sull'economia degli antichi imperi.

## Il pensiero
La tesi fondamentale di Polanyi riguarda la negazione della "naturalità" della società di mercato, ritenuta piuttosto un'anomalia nella storia della società umana (che lo porta a rifiutare l'identificazione dell'economia umana con la sua forma mercantile) e il concetto normativo di embeddedness. L'economia non è avulsa dalla società, ma non può che essere embedded, vale a dire integrata, radicata proprio all'interno della società.
Identifica tre forme generali di integrazione dell'economia nella società: 
- la reciprocità,
- la redistribuzione
- lo scambio di mercato.

Il concetto di reciprocità in Polanyi deriva da quello studiato da Marcel Mauss nel saggio Saggio sul dono, in quanto essa si basa sulla logica economica del dono. Negli scambi regolati dalla reciprocità, infatti, assumono decisamente più valore gli individui e soprattutto le relazioni, i legami che derivano dallo scambio rispetto all'effettivo bene oggetto di dono. La seconda forma di integrazione è la redistribuzione: in questo caso si presuppone l'esistenza di un organo centrale da cui dipende un sistema di distribuzione collettiva. In altre parole, si producono beni e servizi che vengono poi trasferiti a questo centro, e successivamente distribuiti alla collettività.
La terza forma di integrazione, che è anche oggetto delle critiche più radicali da parte dell'economista, è lo scambio di mercato. Si tratta di un sistema complesso nel quale tutto tende ad essere scambiato e quindi tutto subisce continue fluttuazioni e regole mutevoli. La "società di mercato" (la società in cui "tutto è mercato"), contraddistinta dalla presenza di un'Alta Finanza, consiste proprio nella riduzione di tutto - natura, lavoro, denaro - a merce, di modo che la dimensione mercantile, che in altre epoche e società era solo una componente spesso marginale dell'attività economica, diventa predominante, fino al punto di piegare tutte le attività sociali, la forma stessa della società, alle esigenze dei mercati. La predominanza degli scambi commerciali a distanza, e dunque la predominanza della dimensione finanziaria che tali tipi di scambi richiedono, può essere considerata la sua definizione del capitalismo.
Polanyi contrappone alle aride logiche di mercato, una logica di distribuzione di beni basata sulla reciprocità, che si fonda sullo scambio dei beni basato sull'aspettativa di ricevere altri beni in modi stabiliti. Questa forma di economia si osserva in molte società "semplici".
A differenza della maggior parte degli economisti che lo hanno preceduto, Karl Polanyi non considera la reciprocità, la redistribuzione e lo scambio di mercato come susseguentisi a livello temporale, vale a dire che in epoca più antica vigeva la reciprocità e via via le altre forme, ma le tre modalità di scambio economico possono coesistere. Polanyi ha anche elaborato una sua interpretazione originale della connessione fra la crisi del 1929 e i rapporti socio-economici, che portarono allo scoppio della seconda guerra mondiale.

## Attualità di Karl Polanyi
Dopo la grande recessione del 2008 si è assistito ad un rinnovato interesse per il pensiero filosofico, economico, antropologico e sociologico di Karl Polanyi. A lui si rivolgono molti studiosi delle fenomenologie sociali contemporanee, quali la globalizzazione e le sue conseguenze. 
L'interesse per Karl Polanyi è centrale in genere per coloro che non ritengono l'economia un'attività separabile ed isolabile dal resto delle attività umane e non credono nelle virtù autoregolatrici del mercato.
Tra le correnti di pensiero economico odierne: la scuola regolazionista francese (nella quale è lecito annoverare Jean-Paul Fitoussi); l'economista di Princeton Paul Krugman, premio Nobel per l'economia nel 2008, autore di molti lavori sulle crisi che accompagnano la globalizzazione; l'economista indiano Prem Shankar Jha, che, nel suo poderoso Il caos prossimo venturo, rivolge la sua attenzione a lui, oltre che a Fernand Braudel, Eric Hobsbawm, Joseph Schumpeter, nella sua inquieta analisi del significato delle ricorrenti crisi finanziarie e politiche del mondo attuale globalizzato.
Il pensiero di Karl Polanyi è stato fondamentale anche nell'avvio della Nuova Sociologia Economica, fondata da Mark Granovetter, che riprende proprio il concetto polanyiano di embeddedness, di radicamento dell'economia nella società; e per la filosofa e teorica femminista Nancy Fraser, che estende la lettura della teoria della crisi, ampliandola ad includere come forza dialettica all'interno del sistema capitalista quella dei movimenti di emancipazione. Grazie a questi studi sono state analizzate molte forme di scambio "non economico" che avvengono nella società contemporanea, come ad esempio il volontariato, le economie informali, ecc.
Al pensiero di Polanyi si richiama anche il movimento "Blue Labour" all'interno del Laburismo inglese.

## Opere

### Pubblicazioni in inglese
- The Great Transformation. The Political and Economic Origins of Our Time, New York-Toronto, Rinehart, 1944.
- Our Obsolete Market Mentality, in "Commentary", 1947, vol. 3, n. 2, pp. 109–117.
- Aristotle and Economic Theory, in M. H. Fried, Readings in Anthropology, vol. 2, New York, Crowell, 1959, pp. 161–184.
- Karl Polanyi (a cura di), Aristotle Discovers the Economy, Arensberg, Pearson, 1957.
- The Great Transformation, Boston, Beacon Hill, 1957.
- Karl Polanyi (a cura di), Trade and Market in the Early Empires: Economies in History and Theory, New York, Free Press, 1957.
- Karl Polanyi, Abraham Rotstein, Dahomey and the Slave Trade: an Analysis of an Archaic Economy, Seattle-London, University of Washington Press, 1966.
- The Economistic Fallacy, in "The Review", 1977, 1, n. 1, pp. 9–18.

### Pubblicazioni in italiano
- La grande trasformazione, Torino, Einaudi, 1974.
- Conrad M. Arensberg, Harry W. Pearson, Karl Polanyi, Traffici e mercati negli antichi imperi: le economie nella storia e nella teoria, Torino, Einaudi, 1978.(1957)
- Economie primitive, arcaiche e moderne, Torino, Einaudi, 1980.
- Il ruolo delle economie nelle società antiche, Torino, Einaudi, 1983.
- Karl Polanyi, Abraham Rotstein, Il Dahomey e la tratta degli schiavi: analisi di un’economia arcaica, Torino, Einaudi, 1987.
- La libertà in una società complessa, Torino, Bollati Boringhieri, 1987.
- La sussistenza dell’uomo. Il ruolo dell’economia nelle società antiche, Torino, Einaudi, 1983. ISBN 88 06 055 82 8
- Controrivoluzione, in "Scienza e politica", 1989, vol. 1, pp. 119–125.
- Guerre esterne e guerre civili, Roma, Donzelli, 1995.
- I due significati di economico in Karl Menger, in "Inchiesta", 1997, vol. 27, pp. 100–107.
- Marxismo e cristianesimo, in "Inchiesta", 1997, vol. 27, pp. 94–95.
- Sul feticismo della merce, in "Inchiesta", 1997, vol. 27, pp. 95–99.